# Saison NBA 1969-1970
Navigation
Saison 1968-1969 Saison 1970-1971
La saison NBA 1969-1970 est la 21e saison de la NBA (la 24e en comptant les trois saisons de BAA). Elle se termine sur la victoire des Knicks de New York face aux Los Angeles Lakers 4 victoires à 3 lors des Finales NBA.

## Faits notables
- Le All-Star Game 1970 s'est déroulé au Spectrum, à Philadelphie, où les All-Star de l'Est ont battu les All-Star de l'Ouest 142-135. Willis Reed (Knicks de New York) a été élu Most Valuable Player.
- C'est la dernière saison de l'histoire où le championnat est organisé sous la forme de deux divisions, avant que la Division Est et la Division Ouest ne deviennent la Conférence Est et la Conférence Ouest, chacune divisée en deux divisions.

## Classement final
| Champion de division | Qualifié pour les playoffs | Éliminé des playoffs |

| Division Est          | V  | D  | PCT  | GB |
| --------------------- | -- | -- | ---- | -- |
| Knicks de New York C  | 60 | 22 | 73.2 | -  |
| Bucks de Milwaukee    | 56 | 26 | 68.3 | 4  |
| Bullets de Baltimore  | 50 | 32 | 61.0 | 10 |
| 76ers de Philadelphie | 42 | 40 | 51.2 | 18 |
| Royals de Cincinnati  | 36 | 46 | 43.9 | 24 |
| Celtics de Boston     | 34 | 48 | 41.5 | 26 |
| Pistons de Détroit    | 31 | 51 | 37.8 | 29 |

| Division Ouest            | V  | D  | PCT  | GB |
| ------------------------- | -- | -- | ---- | -- |
| Hawks d'Atlanta           | 48 | 34 | 58.5 | -  |
| Lakers de Los Angeles     | 46 | 36 | 56.1 | 2  |
| Bulls de Chicago          | 39 | 43 | 47.6 | 9  |
| Suns de Phoenix           | 39 | 43 | 47.6 | 9  |
| SuperSonics de Seattle    | 36 | 46 | 43.9 | 12 |
| Warriors de San Francisco | 30 | 52 | 36.6 | 18 |
| Rockets de San Diego      | 27 | 55 | 32.9 | 21 |

C - Champions NBA

## Play-offs
|  | Demi-finales de Conférence | Demi-finales de Conférence | Demi-finales de Conférence |                       |   | Finales de Conférence | Finales de Conférence | Finales de Conférence |  |  | Finales NBA | Finales NBA           | Finales NBA |
|  |                            |                            |                            |                       |   |                       |                       |                       |  |  |             |                       |             |
|  | 1                          | Hawks d'Atlanta            | 4                          |                       |   |                       |                       |                       |  |  |             |                       |             |
|  | 3                          | Bulls de Chicago           | 1                          |                       |   |                       |                       |                       |  |  |             |                       |             |
|  | 3                          | Bulls de Chicago           | 1                          |                       | 1 | Hawks d'Atlanta       | 0                     |                       |  |  |             |                       |             |
|  | Conférence Ouest           |                            |                            |                       | 1 | Hawks d'Atlanta       | 0                     |                       |  |  |             |                       |             |
|  |                            |                            | 2                          | Lakers de Los Angeles | 4 |                       |                       |                       |  |  |             |                       |             |
|  | 4                          | Suns de Phoenix            | 2                          | Lakers de Los Angeles | 4 | 3                     |                       |                       |  |  |             |                       |             |
|  | 4                          | Suns de Phoenix            |                            |                       |   | 3                     |                       |                       |  |  |             |                       |             |
|  | 2                          | Lakers de Los Angeles      | 4                          |                       |   |                       |                       |                       |  |  |             |                       |             |
|  |                            |                            |                            |                       |   |                       |                       |                       |  |  | O2          | Lakers de Los Angeles | 3           |
|  |                            |                            | E1                         | Knicks de New York    | 4 |                       |                       |                       |  |  |             |                       |             |
|  | 1                          | Knicks de New York         | 4                          |                       |   |                       |                       |                       |  |  |             |                       |             |
|  | 3                          | Bullets de Baltimore       | 3                          |                       |   |                       |                       |                       |  |  |             |                       |             |
|  | 3                          | Bullets de Baltimore       | 3                          |                       | 1 | Knicks de New York    | 4                     |                       |  |  |             |                       |             |
|  | Conférence Est             |                            |                            |                       | 1 | Knicks de New York    | 4                     |                       |  |  |             |                       |             |
|  |                            |                            | 2                          | Bucks de Milwaukee    | 1 |                       |                       |                       |  |  |             |                       |             |
|  | 4                          | 76ers de Philadelphie      | 2                          | Bucks de Milwaukee    | 1 | 1                     |                       |                       |  |  |             |                       |             |
|  | 4                          | 76ers de Philadelphie      |                            |                       |   | 1                     |                       |                       |  |  |             |                       |             |
|  | 2                          | Bucks de Milwaukee         | 4                          |                       |   |                       |                       |                       |  |  |             |                       |             |

### Division Ouest

#### Demi-finales de Division
Lakers de Los Angeles contre Suns de Phoenix :
Les Lakers remportent la série 4-3
- Game 1 @ Los Angeles: Los Angeles 128, Phoenix 112
- Game 2 @ Los Angeles: Phoenix 114, Los Angeles 101
- Game 3 @ Phoenix: Phoenix 112, Los Angeles 98
- Game 4 @ Phoenix: Phoenix 112, Los Angeles 102
- Game 5 @ Los Angeles: Los Angeles 138, Phoenix 121
- Game 6 @ Phoenix: Los Angeles 104, Phoenix 93
- Game 7 @ Los Angeles: Los Angeles 129, Phoenix 94

Hawks d'Atlanta contre Bulls de Chicago :
Les Hawks remportent la série 4-1
- Game 1 @ Atlanta: Atlanta 129, Chicago 111
- Game 2 @ Atlanta: Atlanta 124, Chicago 104
- Game 3 @ Chicago: Atlanta 106, Chicago 101
- Game 4 @ Chicago: Chicago 131, Atlanta 120
- Game 5 @ Atlanta: Atlanta 113, Chicago 107

#### Finale de Division
Lakers de Los Angeles contre Hawks d'Atlanta :
Les Lakers remportent la série 4-0
- Game 1 @ Atlanta: Los Angeles 119, Atlanta 115
- Game 2 @ Atlanta: Los Angeles 105, Atlanta 94
- Game 3 @ Los Angeles: Los Angeles 115, Atlanta 114
- Game 4 @ Los Angeles: Los Angeles 133, Atlanta 114

### Division Est

#### Demi-finales de Division
Knicks de New York contre Baltimore Bullets :
Les Knicks remportent la série 4-3
- Game 1 @ New York: New York 120, Baltimore 117
- Game 2 @ Baltimore: New York 106, Baltimore 99
- Game 3 @ New York: Baltimore 127, New York 113
- Game 4 @ Baltimore: Baltimore 102, New York 92
- Game 5 @ New York: New York 101, Baltimore 80
- Game 6 @ Baltimore: Baltimore 96, New York 87
- Game 7 @ New York: New York 127, Baltimore 114

Milwaukee Bucks contre Philadelphia 76ers :
Les Bucks remportent la série 4-1
- Game 1 @ Milwaukee: Milwaukee 125, Philadelphie 118
- Game 2 @ Milwaukee: Philadelphie 112, Milwaukee 105
- Game 3 @ Philadelphie: Milwaukee 156, Philadelphie 120
- Game 4 @ Philadelphie: Milwaukee 118, Philadelphie 111
- Game 5 @ Milwaukee: Milwaukee 115, Philadelphie 106

#### Finale de Division
Knicks de New York contre Bucks de Milwaukee :
Les Knicks remportent la série 4-1
- Game 1 @ New York: New York 110, Milwaukee 102
- Game 2 @ New York: New York 112, Milwaukee 111
- Game 3 @ Milwaukee: Milwaukee 101, New York 96
- Game 4 @ Milwaukee: New York 117, Milwaukee 105
- Game 5 @ New York: New York 132, Milwaukee 96

### Finales NBA
Knicks de New York contre Lakers de Los Angeles
Les Knicks remportent la série 4-3
- Game 1 @ New York: New York 124, Los Angeles 112
- Game 2 @ New York: Los Angeles 105, New York 103
- Game 3 @ Los Angeles: New York 111, Los Angeles 108
- Game 4 @ Los Angeles: Los Angeles 121, New York 115
- Game 5 @ New York: New York 107, Los Angeles 100
- Game 6 @ Los Angeles: Los Angeles 135, New York 113
- Game 7 @ New York: New York 113, Los Angeles 99

## Leaders de la saison régulière
| Catégorie                  | Joueur         | Équipe                 | Statistique |
| -------------------------- | -------------- | ---------------------- | ----------- |
| Points par match           | Jerry West     | Lakers de Los Angeles  | 31.2        |
| Rebonds par match          | Elvin Hayes    | Rockets de San Diego   | 16.9        |
| Passes décisives par match | Lenny Wilkens  | SuperSonics de Seattle | 9.1         |
| % à 2 points               | Johnny Green   | Royals de Cincinnati   | 55.9        |
| % aux lancers francs       | Flynn Robinson | Bucks de Milwaukee     | 89.8        |

## Récompenses individuelles
- Most Valuable Player : Willis Reed, Knicks de New York
- Rookie of the Year : Lew Alcindor, Bucks de Milwaukee
- Coach of the Year : Red Holzman, Knicks de New York

- All-NBA First Team :
  - Billy Cunningham, 76ers de Philadelphie
  - Jerry West, Lakers de Los Angeles
  - Walt Frazier, Knicks de New York
  - Connie Hawkins, Suns de Phoenix
  - Willis Reed, Knicks de New York

- All-NBA Second Team :
  - John Havlicek, Celtics de Boston
  - Gus Johnson, Bullets de Baltimore
  - Lew Alcindor, Bucks de Milwaukee
  - Lou Hudson, Hawks d'Atlanta
  - Oscar Robertson, Royals de Cincinnati

- NBA All-Rookie Team :
  - Dick Garrett, Lakers de Los Angeles
  - Mike Davis, Bullets de Baltimore
  - Jo Jo White, Celtics de Boston
  - Lew Alcindor, Bucks de Milwaukee
  - Bob Dandridge, Bucks de Milwaukee

- NBA All-Defensive First Team :
  - Dave DeBusschere, Knicks de New York
  - Gus Johnson, Bullets de Baltimore
  - Willis Reed, Knicks de New York
  - Walt Frazier, Knicks de New York
  - Jerry West, Lakers de Los Angeles

- NBA All-Defensive Second Team :
  - John Havlicek, Celtics de Boston
  - Bill Bridges, Hawks d'Atlanta
  - Lew Alcindor, Bucks de Milwaukee
  - Joe Caldwell, Hawks d'Atlanta
  - Jerry Sloan, Bulls de Chicago

- MVP des Finales : Willis Reed, Knicks de New York